# Cantó de Tenon
El cantó de Tenon és un cantó francès del departament de la Dordonya, situat al districte de Perigús. Té 11 municipis i el cap és Tenon.

## Municipis
- Ajac d'Auba Ròcha
- Aserat
- Barç
- La Boissiera d'Ans
- Brochau
- Fòssa Manha
- Gabilhon
- Limeirac
- Montanhac d'Auba Ròcha
- Senta Orsa
- Tenon

## Història
| Data d'elecció                           | Identitat          | Partit                             | Qualitat |
| ---------------------------------------- | ------------------ | ---------------------------------- | -------- |
| 1945-1982                                | Robert Lacoste     | SFIO, després PS                   |          |
| 1982-                                    | Dominique Bousquet | Unió de Demòcrates per la Dordonya |          |
| les dades anteriors no són pas conegudes |                    |                                    |          |
|                                          |                    |                                    |          |

## Demografia
| 1962  | 1968  | 1975  | 1982  | 1990  | 1999  | 2006  |
| ----- | ----- | ----- | ----- | ----- | ----- | ----- |
| 4.505 | 4.225 | 4.193 | 4.115 | 4.226 | 4.021 | 4.297 |